# 히가시야마시로촌
히가시야마시로촌(東山代村)은 사가현 니시마쓰우라군에 있던 촌이다. 현재의 이마리시의 일부에 해당한다.

## 지리
이마리 분지의 동남부에 위치하였다.

## 역사
- 1889년 4월 1일 - 정촌제 시행에 의해 니시마쓰우라군 히가시야마시로촌이 성립하였다.
- 1911년 - 오아자 나가하마에서는 300년의 역사를 가진 염전이 폐지되었다.
- 1954년 4월 1일 - 야마시로정·구로카와촌·하타쓰촌·미나미하타촌·오카와촌·마쓰우라촌·니리촌과 합병해 이마리시가 신설되어 소멸하였다.

## 교통

### 철도
- 일본국유철도
  - 이마리선 (현 마쓰우라 철도 니시큐슈선)

## 참고문헌
- 角川日本地名大辞典 41 佐賀県
- 『市町村名変遷辞典』東京堂出版、1990年。